# Attatha ino
Attatha ino là một loài bướm đêm trong họ Noctuidae.